# Santa Maria delle Anime del Purgatorio ad Arco (Nápoly)
A Santa Maria delle Anime del Purgatorio ad Arco egy barokk templom Nápoly történelmi belvárosában. 1616-ban építették Giovanni Cola di Franco tervei alapján egy nápolyi nemesi család számára. A portál jelenlegi alakját a 18. században kapta Giuseppe de Marinónak köszönhetően. Alaprajza szerint egyhajós, kis kereszthajóval. Legszebb részei a presbitérium (Dionisio Lazzari alkotása) valamint a 18. századi főoltár (Massimo Stanzione műve). Az oldalkápolnákat XVII. századi freskók díszítik (Andrea Vaccaro és Luca Giordano alkotásai). A templom alatt egy méreteiben megegyezező hipogeum található. Ennek oltára a 18. században készült. Itt található Giulio Mastrilli sírja is. Ugyanitt található egy Lucia nevezetű asszony síremléke, aki állítólag férjével együtt hajótörésben vesztette életét. Síremlékének gyógyító hatásokat tulajdonítanak, emiatt gyakran díszítik virágokkal beteg emberek, gyógyulásért imádkozva.

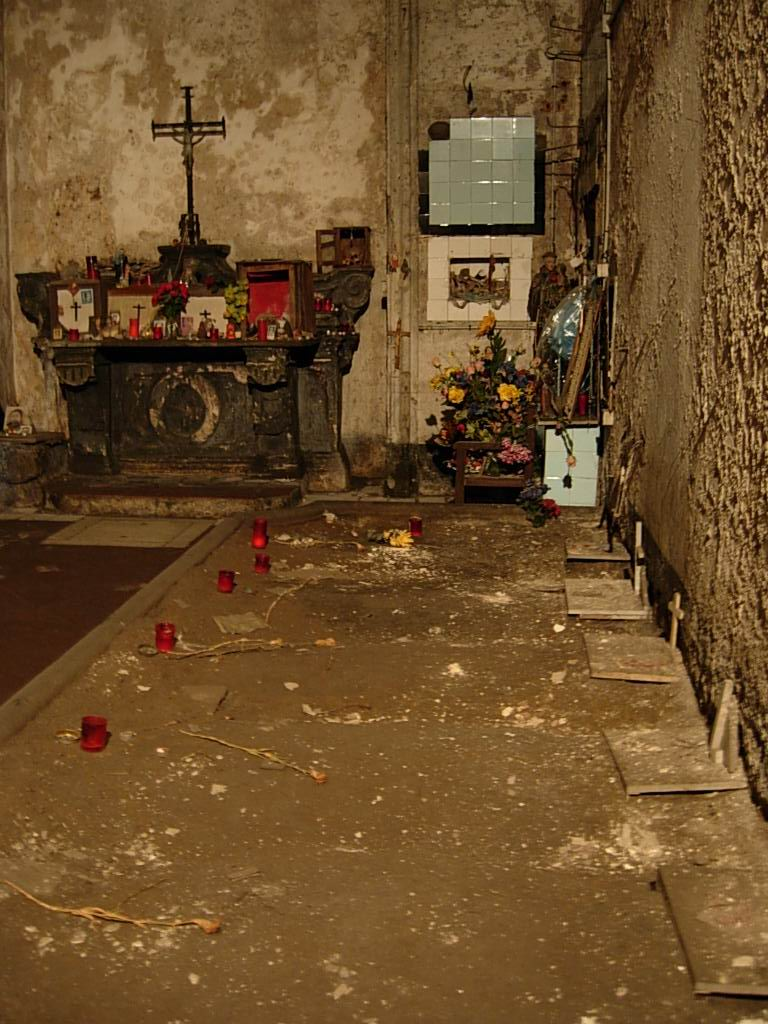
Hipogeum